# Santi patroni cattolici dei comuni delle Marche
Lista di santi patroni cattolici dei comuni delle Marche:

## Provincia di Ancona
- Ancona: San Ciriaco

- Agugliano: sant'Anastasio
- Arcevia: san Medardo
- Barbara: santa Barbara
- Belvedere Ostrense: san Pietro
- Camerano: san Giovanni Battista
- Camerata Picena: santa Caterina d'Alessandria
- Castel Colonna: santa Marina
- Castelbellino: san Marco
- Castelfidardo: santi Vittore e Corona
- Castelleone di Suasa: san Pietro martire
- Castelplanio: san Giuseppe
- Cerreto d'Esi: Beata Vergine Assunta
- Chiaravalle: san Bernardo
- Corinaldo: Sant'Anna
- Cupramontana: sant'Eleuterio
- Fabriano: san Giovanni Battista
- Falconara Marittima: Madonna del Rosario
- Filottrano: san Michele
- Genga: san Clemente
- Jesi: san Settimio di Jesi
- Loreto: Natività della Beata Vergine
- Maiolati Spontini: santo Stefano Moie : Madonna della Misericordia
- Mergo: san Lorenzo
- Monsano: san Gregorio Magno

- Monte Roberto: san Silvestro
- Monte San Vito: san Vito
- Montecarotto: san Placido martire
- Montemarciano: san Macario
- Monterado: san Paterniano
- Morro d'Alba: san Michele
- Numana: Cristo Re
- Offagna: san Bernardino da Siena
- Osimo: san Giuseppe da Copertino
- Ostra: san Gaudenzio di Rimini
- Ostra Vetere: san Giovanni Battista
- Poggio San Marcello: san Nicola di Bari
- Polverigi: sant'Antonino di Apamea
- Ripe: san Pellegrino d'Auxerre
- Rosora: san Michele
- San Marcello: san Marcello I papa
- San Paolo di Jesi: san Paolo
- Santa Maria Nuova: sant'Antonio di Padova
- Sassoferrato: beato Ugo degli Atti
- Senigallia: san Paolino di Nola
- Serra de' Conti: beato Gherardo di Serra de' Conti
- Serra San Quirico: san Quirico
- Sirolo: san Nicola
- Staffolo: sant'Egidio abate

## Provincia di Ascoli Piceno
- Ascoli Piceno: Sant'Emidio

- Acquasanta Terme: san Giovanni Battista
- Acquaviva Picena: san Nicola
- Appignano del Tronto: san Giorgio
- Arquata del Tronto: san Pietro
- Carassai: san Barnaba
- Castel di Lama: sant'Atanasio
- Castignano: santi Pietro e Paolo
- Castorano: Visitazione della Beata Vergine Maria
- Colli del Tronto: santa Felicita
- Comunanza: santa Caterina d'Alessandria
- Cossignano: san Giorgio
- Cupra Marittima: san Basso
- Folignano: san Gennaro
- Force: Conversione di san Paolo Apostolo
- Grottammare: san Paterniano
- Maltignano: San Cristanziano

- Massignano: Madonna delle Grazie
- Monsampolo del Tronto: Madonna del Rosario
- Montalto delle Marche: san Vito
- Montedinove: san Lorenzo
- Montefiore dell'Aso: santa Lucia
- Montegallo: san Bernardino da Siena
- Montemonaco: san Benedetto
- Monteprandone: san Giacomo della Marca
- Offida: san Leonardo
- Palmiano: san Michele
- Ripatransone: santa Maria Maddalena
- Roccafluvione: santo Stefano I papa
- Rotella: san Lorenzo
- San Benedetto del Tronto: san Benedetto martire
- Spinetoli: san Pio X papa
- Venarotta: santi Cosma e Damiano

## Provincia di Fermo
- Fermo: Maria Santissima Assunta e san Sabino di Spoleto
- Altidona: san Ciriaco
- Amandola: beato Antonio Migliorati
- Belmonte Piceno: Santa Croce
- Campofilone: san Bartolomeo
- Falerone: san Fortunato di Todi
- Francavilla d'Ete: san Rocco
- Grottazzolina: Santa Petronilla
- Lapedona: san Quirico
- Magliano di Tenna: san Gregorio Magno
- Massa Fermana: san Lorenzo
- Monsampietro Morico: san Pietro
- Montappone: san Giorgio
- Monte Giberto: san Nicola
- Monte Rinaldo: san Leonardo
- Monte San Pietrangeli: san Biagio
- Monte Urano: san Michele
- Monte Vidon Combatte: san Biagio
- Monte Vidon Corrado: san Vito
- Montefalcone Appennino: san Michele

- Montefortino: san Michele
- Montegiorgio: san Giorgio
- Montegranaro: san Serafino
- Monteleone di Fermo: san Marone
- Montelparo: san Michele
- Monterubbiano: san Nicola da Tolentino
- Montottone: santi Fabiano e Sebastiano
- Moresco: san Lorenzo
- Ortezzano: san Girolamo
- Pedaso: san Pietro
- Petritoli: san Giovanni Battista
- Ponzano di Fermo: san Marco Evangelista
- Porto San Giorgio: san Giorgio
- Porto Sant'Elpidio: san Crispino
- Rapagnano: san Giovanni Battista
- Sant'Elpidio a Mare: sant'Elpidio abate
- Santa Vittoria in Matenano: santa Vittoria
- Servigliano: san Marco
- Smerillo: santi Pietro e Paolo
- Torre San Patrizio: san Patrizio

## Provincia di Macerata
- Macerata: San Giuliano l'ospitaliere
- Acquacanina: san Michele
- Apiro: sant'Urbano papa
- Appignano: san Giovanni Battista
- Belforte del Chienti: sant'Eustachio
- Bolognola: san Fortunato di Spoleto
- Caldarola: san Martino
- Camerino: san Venanzio
- Camporotondo di Fiastrone: san Marco
- Castelraimondo: san Biagio
- Castelsantangelo sul Nera: santo Stefano
- Cessapalombo: sant'Andrea
- Cingoli: sant'Esuperanzio
- Civitanova Marche: San Marone martire Santa Maria Apparente San Gabriele dell'Addolorata
- Colmurano: san Donato
- Corridonia: santi Pietro e Paolo
- Esanatoglia: santa Anatolia martire
- Fiastra: san Paolo
- Fiordimonte: Madonna del Soldato
- Fiuminata: Beata Vergine Assunta
- Gagliole: san Michele
- Gualdo: san Savino
- Loro Piceno: san Liberato
- Matelica: sant'Adriano
- Mogliano: san Giovanni Battista
- Monte Cavallo: san Benedetto
- Monte San Giusto: Madonna Incoronata
- Monte San Martino: san Martino
- Montecassiano: san Giuseppe

- Montecosaro: san Lorenzo
- Montefano: san Donato
- Montelupone: San Firmano o Fermano
- Morrovalle: san Bartolomeo
- Muccia: san Biagio
- Penna San Giovanni: san Giovanni Battista
- Petriolo: san Marco
- Pieve Torina: Beata Vergine Assunta
- Pievebovigliana: san Macario
- Pioraco: san Vittorino eremita
- Poggio San Vicino: santa Caterina da Siena
- Pollenza: san Giovanni Battista
- Porto Recanati: san Giovanni Battista
- Potenza Picena: santo Stefano
- Recanati: san Vito
- Ripe San Ginesio: san Michele
- San Ginesio: san Ginesio martire
- San Severino Marche: San Severino
- Sant'Angelo in Pontano: san Nicola da Tolentino
- Sarnano: Beata Vergine Assunta
- Sefro: Beata Vergine Assunta
- Serrapetrona: san Clemente
- Serravalle di Chienti: santa Lucia
- Tolentino: san Catervo
- Treia: san Patrizio
- Urbisaglia: san Giorgio
- Ussita: Santissimo Crocifisso
- Visso: san Giovanni Battista

## Provincia di Pesaro e Urbino
- Pesaro: san Terenzio di Pesaro
- Urbino: san Crescentino
- Acqualagna: santa Lucia
- Apecchio: san Martino
- Auditore: san Nicola da Tolentino
- Barchi: sant'Ubaldo
- Belforte all'Isauro: san Lorenzo
- Borgo Pace: sant'Eurosia
- Cagli: san Geronzio
- Cantiano: san Giovanni Battista
- Carpegna: sant'Antonio di Padova
- Cartoceto: san Bernardino da Siena
- Colbordolo: san Giovanni Battista
- Fano: san Paterniano
- Fermignano: santa Veneranda
- Fossombrone: Sant'Aldebrando
- Fratte Rosa: san Michele
- Frontino: santi Pietro e Paolo
- Frontone: san Teodoro
- Gabicce Mare: Immacolata Concezione
- Gradara: san Terenzio
- Isola del Piano: san Cristoforo
- Lunano: santi Cosma e Damiano
- Macerata Feltria: san Michele
- Mercatello sul Metauro: santa Veronica
- Mercatino Conca: sant'Ubaldo
- Mombaroccio: san Vito
- Mondavio: san Michele
- Mondolfo: santa Giustina
- Monte Cerignone: San Biagio

- Monte Grimano Terme: san Silvestro
- Monte Porzio: san Michele
- Montecalvo in Foglia: san Nicola di Myra
- Monteciccardo: san Sebastiano
- Montecopiolo: san Michele
- Montefelcino: sant'Esuperanzio di Cingoli
- Montelabbate: Santi Quirico e Giulitta
- Montemaggiore al Metauro: san Filippo Neri
- Orciano di Pesaro: santa Caterina d'Alessandria
- Peglio: san Fortunato
- Pergola: san Secondo
- Petriano: san Martino
- Piagge: san Vincenzo Ferreri
- Piandimeleto: Biagio di Sebaste
- Pietrarubbia: san Silvestro
- Piobbico: santo Stefano
- Saltara: san Sebastiano
- San Costanzo: san Costanzo
- San Giorgio di Pesaro: san Giorgio
- San Lorenzo in Campo: san Lorenzo
- Sant'Angelo in Lizzola: san Michele
- Sant'Angelo in Vado: san Michele
- Sant'Ippolito: sant'Ippolito
- Sassocorvaro: san Giovanni Battista
- Sassofeltrio: san Biagio
- Serra Sant'Abbondio: sant'Abbondio
- Serrungarina: sant'Antonio abate
- Tavoleto: san Lorenzo
- Tavullia: san Lorenzo
- Urbania: san Cristoforo